# Departamento Autônomo da Federação Desportiva de Brasília
O Departamento Autônomo da Federação Desportiva de Brasília, também conhecido como Departamento Autônomo do Distrito Federal, ou simplesmente Departamento Autônomo,  foi uma tradicional competição entre clubes no Distrito Federal brasileiro.[carece de fontes?]

## História
A ideia da criação dessa competição, que era inspirada no departamento autônomo carioca, era colocar clubes independentes a federação para disputar o torneio, mas que acabou com a inclusão de clubes filiados.
A primeira edição ocorreu em 1966. Foi dividido em três grupos:
- Brasília: CSU (UnB), Economiários (A.E.B), A. E. Carioca, D. A. E., A. A. Civilsan, Flamengo (da Asa Norte), W-3, Telenáutico e ASJUS.
- Sobradinho: Vila E. C., Unidos de Sobradinho A. C., Formosa EC, Diamante Negro E. C., Real Esporte Sobradinho e Manufatura A. C.
- Taguatinga: Brasília, A. D. de Taguatinga, Setor Automobilístico, Meta Clube, Juventus, Palmeiras, Pioneira e Sideral.

Participaram ainda do Torneio Início: ASJUS, ADT, Universidade, Civilsan, Vila Planalto, Palmeiras, D. A. E., Associação Esportiva Carioca, Brasília, Economiários, M.A.C., Telenáutico, Juventus, W-3, Diamante Negro, Real Esporte Sobradinho, Sideral, Formosa, Flamengo e Asa Norte.
Em 1967 os jogos foram realizados no Estádio da Metropolitana e contou com 19 clubes: Grêmio Recreativo do Gama, Radar, Planaltina, Meta, D. A. E., Flama, Unidos de Sobradinho, Telenáutico, EC Brasília, Juventus, Gaminha, Pioneira, Oásis, Racisa, AD Taguatinga, Flamengo de Taguatinga, Setor Automobilístico, Manufatura e W-3.
Em 1968 participaram da fase final Gaminha, Coenge, Civilsan, Manufatura, Brasília, Meta e Setor Automobilístico. Outras equipes participaram da competição, como ADT, Flamengo de Taguatinga, Unidos de Sobradinho, Dom Bosco Esporte Clube, D. A. E., e Grêmio Recreativo do Gama.
A competição em 1975 foi disputado por 9 equipes, A. D. HSU, ASMIT, ASMINTER, Brasal EC, Campineira, Demabra, EC Juiz de Fora, Fibra e Wagner Refrigeração EC.
Com a profissionalização do futebol do Distrito Federal em 1976, o torneio muda de nome para Campeonato Brasiliense de Futebol Amador, também conhecido com Campeonato de Futebol Amador do Distrito Federal. Porém continua a ser realizado pela Federação Metropolitana de Futebol, apenas com clubes filiados, ou seja, análogos a profissionais. O nome não pegou e o torneio acabou extinto. Volta em 1982 e retorna com o nome de Departamento Autônomo em 1983.
O Campeonato de 1983 conta com clubes tradicionais do DF, além de outras equipes que disputaram o campeonato anteriormente como Defelê Futebol Clube (que utilizou o nome de Defelê Esporte Clube), Planaltina Esporte Clube, Dínamo de Futebol e Regatas (que utilizou o nome Dínamo Esporte Clube), Central Clube Nacional de Brasília, Clube de Regatas Vasco da Gama, Unidos de Sobradinho Esporte Clube Guadalajara e Grêmio Esportivo Brasiliense. Paritciparam também Associação Atlética Candango, Associação dos Funcionários da Embrapa, Mocidade Esporte Clube, Associação do Serividores do MEC (ASMEC), Associação Formosense de Futebol, Associação Jardim de Futebol, COPOBOL Futebol Clube, Clube Atlético Brasiliense, Disnei Futebol Clube, Esparta Futebol Clube, Esporte Clube Butantã, Pratão Futebol Clube e Juventude Atlético Clube.
Dom Bosco Esporte Clube e Campineira Futebol Clube disputaram a competição, apesar de extintos. Muito provável que sejam Clubes fênix.
Com o nome de Campeonato Metropolitano de Futebol Amador foi disputado até 1987. Nesse ano foi disputado com 26 equipes, e disputaram o quadrangular final Embrapa, Pioneira, Dínamo e Candangos. A Associação Atlética Candango foi a campeã, e a Associação dos Funcionários da Embrapa foi a vice.

## Campeões
| Edição | Ano  | Campeão                  | Vice-campeão                      | Terceiro colocado   | Quarto colocado         |
| ------ | ---- | ------------------------ | --------------------------------- | ------------------- | ----------------------- |
| —      | 1966 | Vila (Planaltina)        | EC Brasília (Taguatinga)          | AEB (Brasília)      | CSU (Brasília)          |
| —      | 1967 | EC Brasília (Taguatinga) | D. A. E. (Brasília)               |                     |                         |
| —      | 1968 | Coenge (Brasília)        | Gaminha (Brasília)                |                     |                         |
| —      | 1969 | Coenge (Brasília)        | Gaminha (Brasília)                | Civilsan (Brasília) | Meta Clube (Taguatinga) |
| —      | 1975 | ASMIT (Brasília)         | Wagner Refrigeração EC (Brasília) |                     |                         |
| —      | 1976 | Desconhecido             |                                   |                     |                         |
| —      | 1982 | IBGE (Brasília)          |                                   |                     |                         |
| —      | 1983 | Pratão (Brasília)        |                                   |                     |                         |
| —      | 1984 | Disnei (Formosa)         |                                   |                     |                         |
| —      | 1985 | Disnei (Formosa)         |                                   |                     |                         |
| —      | 1986 | Disnei (Formosa)         |                                   |                     |                         |
| —      | 1987 | Candango (Brasília)      | EMBRAPA (Brasília)                | Dínamo (Brasília)   | Pioneira (Brasília)     |

### Torneio Início
| Edição | Ano  | Campeão                  | Vice-campeão             | Terceiro colocado | Quarto colocado                  |
| ------ | ---- | ------------------------ | ------------------------ | ----------------- | -------------------------------- |
| —      | 1966 | Carioca (Brasília)       | EC Brasília (Taguatinga) |                   |                                  |
| —      | 1967 | EC Brasília (Taguatinga) | D. A. E. (Brasília)      | Gaminha (Gama)    | Setor Automobilístico (Brasília) |
| —      | 1968 | EC Brasília (Taguatinga) | Bangu A.C. (Brasília)    | CSU (Brasília)    | Setor Automobilístico (Brasília) |

### Taça Eficiência
| Edição | Ano  | Campeão        | Vice-campeão        | Terceiro colocado | Quarto colocado    |
| ------ | ---- | -------------- | ------------------- | ----------------- | ------------------ |
| —      | 1966 | CSU (Brasília) | Civilsan (Brasília) | AEB (Brasília)    | Carioca (Brasília) |